# Бржевновски манастир
Бржевновският манастир (на чешки: Břevnovský klášter; на немски: Stift Breunau) е абатство на бенедиктинския орден в чешката столица Прага, разположен в квартал Бржевнов.

## История
Манастирът е основан през 993 г. от епископ Адалберт Пражки и е първият мъжки манастир в Бохемия.
През 1420 г. по време на хуситските войни манастирът изгаря, след което започва период на упадък. Поради липса на финансови средства той дълго време не е възстановен. Едва в началото на XVIII в. по инициатива на абат Отмар Зинке започва преустройството му в бароков стил. Реконструкцията продължава от 1708 до 1736 г. като в нея се включват известни творци като чешкият архитект Анселмо Лураго и баща и син Динценхофер (германци по произход), чието дело е църквата Св. Маргарита.
През 1757 г. по време на Седемгодишната война пруската армия завзема околността и превръща манастира във военна болница и конюшня.
През 1950 г. комунистическата партия изгонва бенедиктинските монаси от Бржевнов и те се завръщат обратно там чак през 1990 г. Дотогава манастирът е използван за съхранение на архивите на Министерството на вътрешните работи на Чехословакия. След завръщането на монасите абатството и църквата са ремонтирани с чуждестранни дарения, най-вече на германски манастири.
През 1997 г. Бржевновският манастир е посетен от папа Йоан Павел II.